# Aquecimento vocal

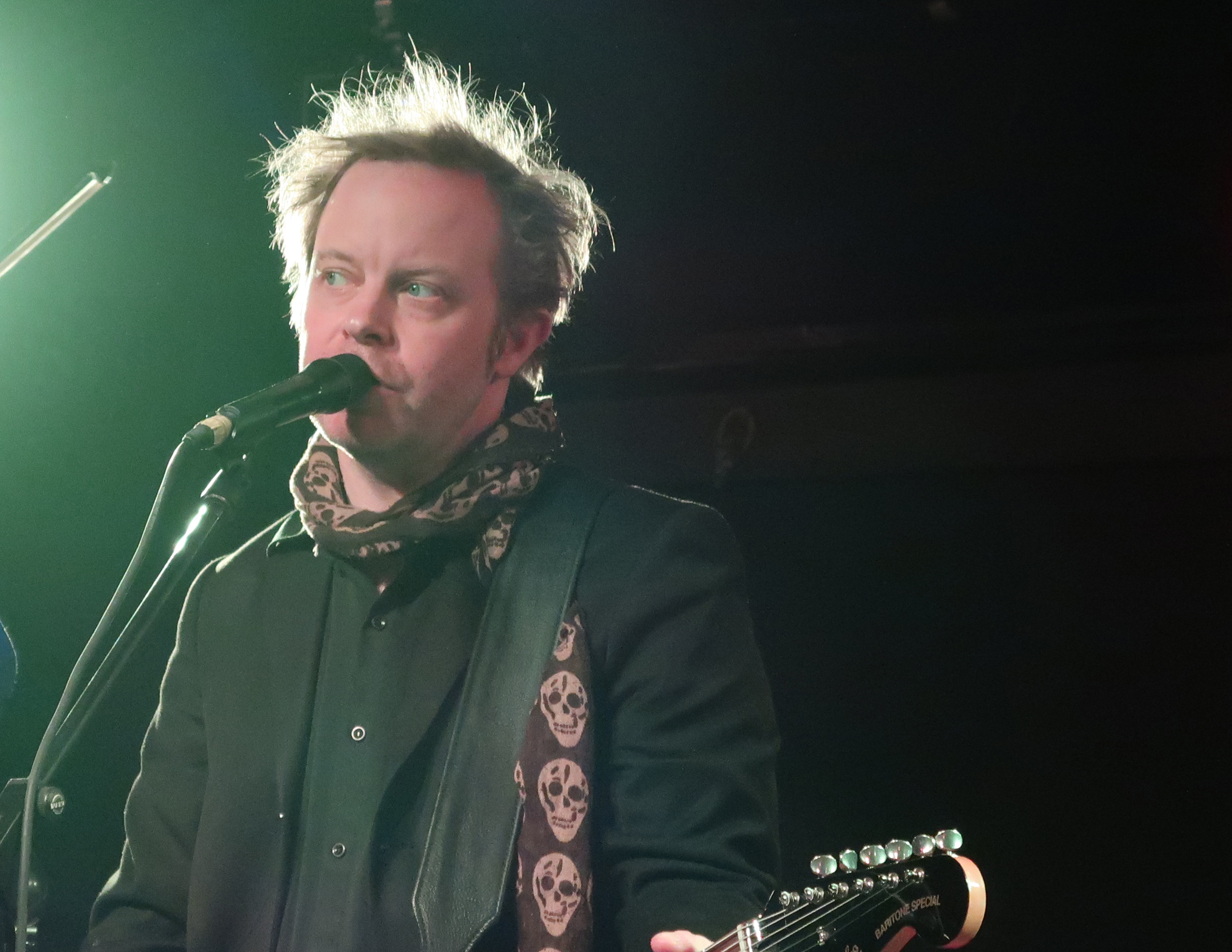
Cantor/Singer

A técnica de aquecimento vocal é uma prática saudável e recomendada por fonoaudiólogos e professores de canto, para profissionais que utilizam sua voz como seu instrumento de trabalho.
Seu uso diferencia-se de acordo com a profissão e demanda exigida, estes profissionais estão mais propensos às alterações da voz e, quando amadores, as queixas podem ser consideravelmente mais recorrentes. Dentre esses profissionais, destacam-se atores, professores, cantores, locutores, jornalistas, advogados, oradores, apresentadores, dubladores, operadores de telemarketing, ambulantes, políticos, fonoaudiólogos, padres/pastores e outras profissões da área da comunicação.
O aquecimento vocal promove a saúde vocal e a potencialização das características da voz, atendendo a uma demanda vocal que pode provocar sintomas desagradáveis como rouquidão, cansaço e fadiga (vocal e, com as recidivas, corporal). O profissional que fica rouco ou cansado fisicamente, devido sua demanda vocal necessita de conhecimento e treinamento sobre o uso adequado da voz e comportamentos saudáveis como medida preventiva.
Quando se pensa na promoção de saúde vocal, existem duas abordagens, a  direta  e a  indireta.
- A  direta  busca uma produção vocal adequada e eficiente por meio de treinamento atendendo à demanda vocal específica e, em geral, utilizam-se programas/sequências de aquecimento e desaquecimento vocal.
- A  indireta  desenvolve ações voltadas à conscientização sobre a saúde vocal, como diminuir os fatores de risco e minimizar o uso incorreto da voz.[1]

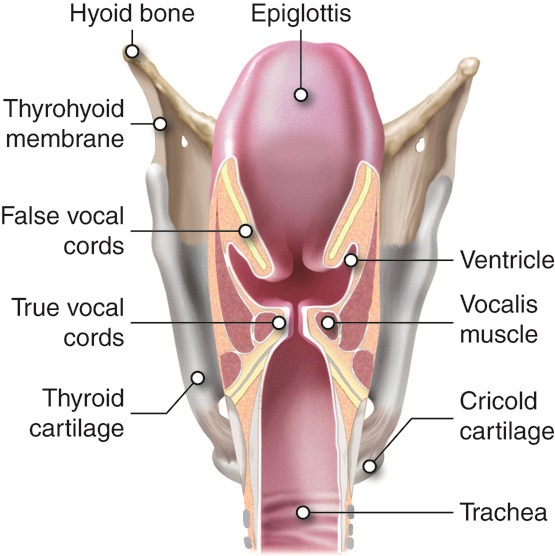
Anatomytool larynx

A voz é produzida na laringe, pelas pregas vocais (que correspondem a dois pares de músculos, o tíreo-aritenóideo, de cada lado). Quando inspiramos, armazenamos uma quantidade de ar nos pulmões. Durante a fala, esse ar é expirado, passando pelas pregas vocais e, devido a mudanças de padrões da musculatura provocam mudanças de pressão abaixo das pregas vocais. Essa pressão faz com que as pregas vocais vibrem durante a passagem do ar. Esse mecanismo se assemelha a um balão (bexiga) quando abrimos sua boca para a passagem do ar com um ruído intenso. O mesmo acontece com a voz, a vibração das pregas vocais quando da passagem do ar expiratório gera um som conhecido por nós como voz.
A sobrecarga muscular pode provocar tensão nas estruturas envolvidas para a produção da voz (fonação). Alguns destes padrões nocivos podem levar a disfonia, que são patologias vocais diferenciadas em funcionais ou orgânicas.

## Disfonias vocais
Entende-se como disfonia um distúrbio da comunicação, representado por qualquer dificuldade na emissão vocal que impeça a voz de cumprir seu papel básico de transmissão da mensagem verbal e emocional de um indivíduo. Uma desordem vocal existe quando a qualidade vocal de uma pessoa, quando as propriedades perceptivas da voz são tão desviantes que chamam atenção para o falante, uma desordem vocal pode estar presente.

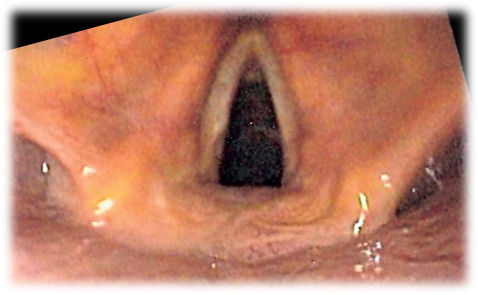
Pregas vocais/Vocal muscles

- DISFONIAS FUNCIONAIS: são aquelas em que não há nenhuma lesão orgânica ou estrutural da laringe, sendo causadas simplesmente por alterações da função e musculatura da laringe.
- DISFONIAS ORGANOFUNCIONAIS: são aquelas em que a partir de alterações funcionais geram uma lesão orgânica. Exemplos disso são as chamadas lesões fonotraumáticas, como: edema de Reinke, pólipo de prega vocal e nódulos vocais.
- DISFONIAS ORGÂNICAS: são aquelas em que existe uma lesão na prega vocal causadas por alguma doença orgânica (p.ex: carcinoma de prega vocal).[7]

## Objetivo
O aquecimento vocal aumenta o fluxo sanguíneo e a oxigenação dos tecidos, promove a flexibilidade muscular, favorece o aumento de harmônicos, melhora a projeção e articulação. Já o desaquecimento visa o retorno aos ajustes iniciais da fala, diminui o fluxo sanguíneo e promove o reabsorção do ácido lático proveniente da demanda vocal, diminuindo a fadiga muscular.
Os exercícios de aquecimento vocal devem estar sempre acompanhando do preparo diário do profissional da voz, contribuindo diretamente para o aperfeiçoamento dos parâmetros acústicos vocais, para melhora imediata da qualidade vocal, melhora na qualidade do vibrato, flexibilidade vocal, efeito positivo auto percebido, resistência à fadiga, economia vocal e diminuição da relação esforço/canto. Esses resultados podem contribuir diretamente para a prevenção de lesões.

### Profissionais

#### Fonoaudiologia
O fonoaudiólogo é o profissional que trabalha com a comunicação humana em vários aspectos, incluindo orientação preventiva, avaliação, aperfeiçoamento e terapia reabilitadora da voz e da fala; quando legalmente habilitado, obtém o título de especialista em voz no campo da Fonoaudiologia.
Nos aspectos fisiológicos necessários a serem trabalhados no aquecimento vocal, temos as contribuições dos profissionais da área de fonoaudiologia, que pelo estudo da anatomofisiologia do corpo trabalham técnicas de relaxamento vocal, respiração, postura e apoio vocal, articulação, ritmo de fala e desaquecimento vocal. As técnicas vocais são ativadas para trabalhar o aumento da ressonância e projeção vocal.
A técnica de aquecimento (AV) e desaquecimento vocal (DV) melhoram a qualidade da voz e reduzem do grau de desconforto dos aspectos relacionados ao corpo, após a realização do AV. O DV reduziu a frequência fundamental e o grau de desconforto global, mais particularmente dos aspectos relacionados à voz, podendo se traduzir em redução do atrito vocal provocado pelo número de ciclos glóticos.

#### Professor de canto
O professor de canto ou instrutor de técnica vocal é o profissional que orienta e desenvolve a voz cantada, nos seus aspectos artísticos e técnicos. Ajuda pessoas de todas as idades a desenvolverem de forma mais rápida e segura o seu potencial de voz, seja de forma individual ou coletiva (Canto Coral), no canto popular ou lírico, buscando adequar o cantor às particularidades e exigências de cada gênero ou estilo musical.